# Selecció de bàsquet d'Hongria
La Selecció de bàsquet d'Hongria és l'equip format per jugadors de nacionalitat hongaresa que representa la Federació Hongaresa de Bàsquet en les competicions internacionals organitzades per la Federació Internacional de Bàsquet (FIBA) o el Comitè Olímpic Internacional (COI).
La millor època de la selecció fou entre els anys 1940s i 1960s. Durant aquest període l'equip guanyà diverses medalles en els campionats d'Europa, en les edicions de 1946, 1953 i 1955, i a més es classificà diversos cops per als Jocs Olímpics. Recentment s'ha classificat per l'Eurobasket de 2017 i 2022.

## Classificacions

### Jocs Olímpics
- 1936 - retirat
- 1948 - 16
- 1952 - 9
- 1960 - 7
- 1964 - 13

### Campionats europeus
- 1935 - 9
- 1939 - 7
- 1946 -  3
- 1947 - 7
- 1953 -  2
- 1955 -  1
- 1957 - 4
- 1959 - 4
- 1961 - 6
- 1963 - 3
- 1965 - 15
- 1967 - 13
- 1969 - 8
- 1999 - 14
- 2017 - 15
- 2022 - 23

## Jugadors destacats
Font:
- Ferenc Németh
- Kornél Dávid
- Ádám Hanga
- Árpád Losonczy
- László Gabányi
- László Czigler
- Tibor Zsíros
- János Bencze
- Robert Gulyas
- Marton Bader